# Wydział Filmowy i Telewizyjny Akademii Sztuk Scenicznych w Pradze
Wydział Filmowy i Telewizyjny Akademii Sztuk Scenicznych w Pradze (cz. Filmová a televizní fakulta Akademie múzických umění v Praze, FAMU) – wydział Akademii Sztuk Scenicznych w Pradze, gdzie studenci uczą się zawodów związanych z filmem, telewizją, radiem i tradycyjnymi środkami masowego przekazu.

## Kierunki na FAMU
Na uczelni można studiować kilka kierunków:
- animacja
- dokument
- fotografia
- kamera
- produkcja
- reżyseria
- scenariusz i dramaturgia
- montaż
- dźwięk
- studia audiowizualne

## Niektórzy absolwenci
- František Antonín Brabec
- Věra Chytilová
- Miloš Forman
- Karol Grabowski
- Saša Gedeon
- Agnieszka Holland
- Josef Koudelka
- Vladimír Körner
- Emir Kusturica
- Jiří Menzel
- Goran Paskaljević
- Jerzy Passendorfer
- Karol Sidon
- Bohdan Sláma
- Karel Steigerwald
- Jan Svěrák
- Petr Zelenka
- Andrzej Zajączkowski